# 千葉まなみ
千葉 まなみ（ちば まなみ、1964年1月6日 - ）は、日本の元アイドル・歌手。
身長169cm、体重50kg。キャッチフレーズは「ギンガム・タッチの女の子」。

## 人物・来歴
1979年3月、文化放送『全日本ヤング選抜・スターは君だ！』第1回決勝大会で優勝し、スカウトされてデビュー。決勝大会では渡辺真知子の『たとえば…たとえば』を歌った。
1980年1月20日発売のデビュー曲『想春賦』は、発売日当日に出演したNHK『レッツゴーヤング』で初公開となった。
第13回新宿音楽祭では『ミスタースキャンダル』を歌唱し、敢闘賞を受賞した。
得点は840点中662点であり、柏原よしえと同点であった。
その後、2年の契約を更新せず、芸能界を引退。
2021年からは父の後を継いで二代目店主として宮城県仙台市の仙台朝市で『朝市ラーメン』を経営。
2021年12月19日に放送された仙台放送『仙台市青葉区 かのおが便利軒』では、『仙台朝市のテーマソング』を披露した。
2022年4月2日二代目店主を務める『朝市ラーメン』を閉店。

## ディスコグラフィ

### シングル
- シングル盤3タイトルはMEG-CDで復刻し、2013年12月18日より販売開始された[7]。

| # | 発売日         | A/B面 | タイトル             | 作詞       | 作曲           | 編曲       | 規格品番 |
| - | -------------- | ----- | -------------------- | ---------- | -------------- | ---------- | -------- |
| 1 | 1980年 1月20日 | A面   | 想春賦               | なかにし礼 | 平尾昌晃       | 竜崎孝路   | TP-10678 |
| 1 | 1980年 1月20日 | B面   | 娘ざかり             | なかにし礼 | 平尾昌晃       | 竜崎孝路   | TP-10678 |
| 2 | 1980年 4月20日 | A面   | ときめきの季節       | 松本礼児   | 平尾昌晃       | 竜崎孝路   | TP-10723 |
| 2 | 1980年 4月20日 | B面   | 青い嵐               | 松本礼児   | 平尾昌晃       | 竜崎孝路   | TP-10723 |
| 3 | 1980年 9月5日  | A面   | ミスタースキャンダル | 水谷啓二   | もんたよしのり | 八木架寿人 | TP-17052 |
| 3 | 1980年 9月5日  | B面   | 5番ゲート            | 水谷啓二   | もんたよしのり | 松下誠     | TP-17052 |

### オムニバス アルバム
- BOMB presents「永遠の '80蔵出しアイドル大集合!」 東芝EMI編(2002年12月4日 EMIミュージック・ジャパン)『想春賦』収録。

## 主なテレビ出演
- ミラクルTV大出動（1980年第18回、TBS）[8]
- レッツゴーヤング（1980年1月20日、NHK）[9]
- レッツゴーヤング（1980年10月12日、NHK）[10]